# Ángelo Henríquez
Ángelo José Henríquez Iturra, född 13 april 1994, är en chilensk fotbollsspelare (anfallare) som spelar för kroatiska Dinamo Zagreb.

## Karriär

### Tidig karriär
Henríquez började spela fotboll i Universidad de Chile när han var 13 år, efter att han slutat spela tennis. 2009 kom Universidad de Chile och Manchester United överens om köprätten till Henríquez, 4 miljoner euro, som gäller fram till 2014.

### Universidad de Chile
Henríquez skrev sitt första proffskontrakt med Universidad de Chile i juni 2011, och spelade även sin första professionella fotbollsmatch för klubben den 27 samma månad. Det var i en match mot Unión san Felipe, som Universidad vann med 1-0, genom mål av Francisco Castro i den 80 minuten.
När Gustavo Canales lämnade klubben för kinesiska Dalian Aerbin, försökte klubben värva en ny anfallare utan resultat, och Jorge Sampaolí gav därför Henríquez en plats i startelvan inför säsongen 2012, trots att flera klubbar ville låna honom. Den 28 februari gjorde Henríquez sitt första ligamål, i en match mot Cobreloa som slutade 4-1 till Universidad.

### Manchester United
Den 5 september 2012 skrev Henríquez på ett kontrakt med United, och han fick tröja nummer 21. Henríquez gjorde sin debut för United då han spelade för U-21-laget och gjorde det sista målet i en 4-2-seger över Newcastle United.
Henríquez fick vara med i Uniteds försäsongsmatch mot AIK i Stockholm, där han gjorde kvitterade till 1-1 i den 68 minuten, ett mål som även fastställde slutresultatet.

#### Wigan Athletic (lån)
Den 2 januari 2013 gick Henríquez till Wigan Athletic på lån för resten av säsongen. Han fick tröja nummer 11. Debuten för Wigan gjorde han den 5 januari, efter ett inhopp i en FA-cupmatch mot Bournemouth, som slutade 1-1. Premier Leaguedebuten avklarades den 19 januari mot Sunderland. En match där han gjorde Wigans andra mål i en 3-2-förlust. Han vann sin första stora titel med Wigan den 11 maj 2013, då laget slog Manchester City med 1-0 i FA-cupfinalen. Henríquez satt på bänken hela matchen.

#### Real Zaragoza (lån)
Den 28 augusti 2013 bekräftade Manchester United att klubben ännu en gång lånar ut Henríquez. Denna gång ett säsongslångt lån till Real Zaragoza i den spanska andradivisionen.

### Dinamo Zagreb
I augusti 2014 lånades Henríquez ut till Dinamo Zagreb. I juli 2015 gjordes övergången till den kroatiska klubben permanent.

## Landslag
Henríquez har spelat sig genom Chiles ungdomslandslag, där han bland annat spelat Sydamerikanska mästerskapen på både U15 och U17-nivå.
Han gjorde sin A-landslagsdebut i en vänskapsmatch mot Serbien den 14 november 2012, när han byttes in mot skadade Alexis Sánchez efter 20 minuter. Han gjorde även sitt första landslagsmål i samma match, som slutade 3-1 till serberna.

### Fotnoter
1. 1 2  ”Á. Henríquez”. Soccerway. http://www.soccerway.com/players/angelo-henriquez/181106/. Läst 22 september 2012.
2. ↑  ”Player Profile - Angelo Henriquez”. PremierLeague.com. Arkiverad från originalet den 13 december 2013. https://web.archive.org/web/20131213231137/http://www.premierleague.com/en-gb/players/profile.overview.html/angelo-henriquez. Läst 21 januari 2013.
3. ↑  ”Ángelo Henríquez, cadete de la U: La historia del niño de los cuatro millones de euros” (på spanska). Ricondebulla.cl. http://www.rincondelbulla.cl/portal/index.php?option=com_k2&view=item&id=1705%3Aángelo-henr%C3%ADquez-cadete-de-la-u-la-historia-del-niño-de-los-cuatro-millones-de-euros&Itemid=86&tmpl=component&print=1/. Läst 22 januari 2013.[död länk]
4. ↑  La "U" debutó con un triunfo en la Copa Chile 2011 Arkiverad 29 juni 2011 hämtat från the Wayback Machine.
5. ↑  ”U. Chile ganó 1–0 a U. San Felipe y S. Morning 2–1 a Palestino ambos como visita en la Copa Chile.” (på spanska). Radio Agricultura. 27 juni 2011. http://www.radioagricultura.cl/deportes/futbol/u-chile-gano-1-0-a-u-san-felipe-y-s-morning-2-1-a-palestino-ambos-como-visita-en-la-copa-chile/.[död länk]
6. ↑  ”U. de Chile goleó a Cobreloa en el Santa Laura y se subió al liderato” (på spanska). Cooperativa.cl. 28 februari 2012. http://www.cooperativa.cl/u-de-chile-goleo-a-cobreloa-en-el-santa-laura-y-se-subio-al-liderato/prontus_nots/2012-02-28/203434.html.
7. ↑   ”Henriquez becomes a Red”. ManUtd.com. http://www.manutd.com/en/News-And-Features/Football-News/2012/Sep/manchester-united-complete-signing-of-angelo-henriquez.aspx. Läst 24 januari 2013.
8. ↑   ”United U21 4 Newcastle U21 2”. ManUtd.com. http://www.manutd.com/en/Players-And-Staff/Reserves/Reserves-News/2012/Sep/manchester-united-u21-v-newcastle-u21-match-report.aspx. Läst 24 januari 2013.
9. ↑  Marshall, Adam (6 augusti 2013). ”Report: AIK 1 United 1”. ManUtd.com. Manchester United. http://www.manutd.com/en/Tour2013/Tour2013News/2013/Aug/match-report-aik-vs-manchester-united.aspx.
10. ↑  ”Wigan sign Manchester United talent Angelo Henriquez on loan”. PremierLeague.com. Arkiverad från originalet den 5 januari 2013. https://web.archive.org/web/20130105012116/http://www.premierleague.com/en-gb/news/news/news-in-brief-020113.html. Läst 21 januari 2013.
11. ↑  ”HENRIQUEZ MOVE CONFIRMED”. WiganLatics.co.uk. http://www.wiganlatics.co.uk/news/article/13-01-02-henriquez-move-confirmed-572241.aspx9. Läst 24 januari 2013.[död länk]
12. ↑  ”Wigan 1–1 Bournemouth”. BBC Sport. http://www.bbc.co.uk/sport/0/football/20863580. Läst 24 januari 2013.
13. ↑  ”Wigan 2–3 Sunderland”. BBC Sport. http://www.bbc.co.uk/sport/0/football/20996449. Läst 24 januari 2013.
14. ↑  Marshall, Adam (28 augusti 2013). ”Henriquez joins Zaragoza”. ManUtd.com. Manchester United. http://www.manutd.com/en/News-And-Features/Football-News/2013/Aug/angelo-henriquez-joins-real-zaragoza-on-loan.aspx.
15. ↑  ”Officiellt: Angelo Henriquez till Dinamo Zagreb”. fotbolltransfers.com. 6 juli 2015. http://www.fotbolltransfers.com/site/news/53122. Läst 6 juli 2015.
16. ↑  ”Match stats Chile v Serbia”. Guardian.co.uk. Guardian News and Media Ltd. 14 november 2012. http://www.guardian.co.uk/football/match/2012/nov/14/chile-v-serbia.